# Benin na Mistrzostwach Świata w Lekkoatletyce 2019
Benin na Mistrzostwach Świata w Lekkoatletyce 2019 – reprezentacja Beninu podczas mistrzostw świata w Doha liczyła tylko dwie zawodniczki.

## Skład reprezentacji

### Kobiety
| Zawodniczka   | Konkurencja   | Eliminacje | Eliminacje | Półfinał | Półfinał | Finał | Finał   | Źródło      |
| Zawodniczka   | Konkurencja   | Wynik      | Pozycja    | Wynik    | Pozycja  | Wynik | Pozycja | Źródło      |
| ------------- | ------------- | ---------- | ---------- | -------- | -------- | ----- | ------- | ----------- |
| Noélie Yarigo | bieg na 800 m | 2:01,19    | 4. Q       | 2:00,75  | 10.      | NQ    | NQ      | [ 1 ] [ 2 ] |

Siedmiobój
| Zawodnik          | Konkurencja | 100 m ppł | SW   | PK    | 200 m | SD   | RO    | 800 m   | Wynik | Pozycja | Źródło |
| ----------------- | ----------- | --------- | ---- | ----- | ----- | ---- | ----- | ------- | ----- | ------- | ------ |
| Odile Ahouanwanou | Rezultat    | 13,45     | 1,77 | 14,13 | 24,05 | 6,00 | 46,74 | 2:22,89 | 6210  | 8.      | [ 3 ]  |
| Odile Ahouanwanou | Punkty      | 1058      | 941  | 803   | 976   | 850  | 797   | 785     | 6210  | 8.      | [ 3 ]  |